# グアスタッラ公国

グアスタッラ公国
Duchêt ed Guastâla (エミリア・ロマーニャ語)

グアスタッラ公国の地図（1700年）

グアスタッラ公国（伊: Ducato di Guastalla）は、イタリア統一前に存在した国家で、元は伯爵領として形成された。
グアスタッラ伯領は、当初はイタリア北部グアスタッラの街を首都とした領地であった。伯爵の称号は1406年にグイード・トレッリのために設けられ、1539年まではその子孫が代々所領を治めてきたが、経済的な問題でやむなく売却することになり、フェランテ1世・ゴンザーガにより買い取られることとなった。
別の血統のグアスタッラ家は1612年までモンテキアルーゴロ伯領（1456年にグアスタッラ伯領から分割）を治めた。
フェッランテ・ゴンザーガの子孫は1746年までグアスタッラを治め、1621年には公爵の称号に格上げされていた。最後の公であるジュゼッペ・マリーアは1746年に後継者を残さずに亡くなり、グアスタッラ公国はオーストリアのマリア・テレジア治下のロンバルディアに吸収されることとなった。
アーヘンの和約により、グアスタッラは最終的にパルマ公国に属すこととなり、イタリア王国に統合される1859年までその領土として扱われることとなった。

## グアスタッラの僭主（1307年 - 1406年）
- ジベルト3世・ダ・コッレッジョ (Giberto III da Correggio) 1307-1321
- シモーネ・ダ・コッレッジョ (Simone da Correggio) 1321-1346 
  - グイード・ダ・コッレッジョ (Guido da Correggio) 共治
  - アッツォーネ・ダ・コッレッジョ (Azzone da Correggio) 共治
  - ジョヴァンニ・ダ・コッレッジョ (Giovanni da Correggio) 共治

ミラノ公国帰属 (1346-1403)
- オットーネ・テルツィ (Ottone Terzi) 1403-1406
- グイード・トレッリ (Guido Torelli) 1406-1428

## グアスタッラ伯（1428年 - 1621年）
- グイード・トレッリ 1428-1449
- クリストーフォロ・トレッリ (Cristoforo Torelli) 1449-1456
  - ピエトロ・グイード1世・トレッリ (Pietro Guido I Torelli) 1449-1456 共治

トレッリ家による分割統治第一期 (1456)
- ピエトロ・グイード1世・トレッリ 1456-1460
- グイード・ガレオット・トレッリ (Guido Galeotto Torelli) 1460-1480
  - フランチェスコ・マリーア・トレッリ (Francesco Maria Torelli) 1460-1480 共治

トレッリ家による分割統治第二期 (1480)
- フランチェスコ・マリーア・トレッリ 1480-1486
- ピエトロ・グイード2世・トレッリ (Pietro Guido II Torelli) 1486-1494
- アキッレ・トレッリ (Achille Torelli) 1494-1522
- ルイーザ・トレッリ (Luisa Torelli) 1552-1539
- フェランテ1世・ゴンザーガ (Ferrante I Gonzaga) 1539-1557
- チェーザレ1世・ゴンザーガ (Cesare I Gonzaga) 1557-1575
- フェランテ2世・ゴンザーガ (Ferrante II Gonzaga) 1575-1621

## グアスタッラ公（1621年 - 1746年）
- フェランテ2世・ゴンザーガ 1621-1632
- チェーザレ2世・ゴンザーガ (Cesare II Gonzaga) 1632
- フェランテ3世・ゴンザーガ (Ferrante III Gonzaga) 1632-1678

ミラノ公国に帰属 (1678-1693)
- ヴィンチェンツォ・ゴンザーガ (Vincenzo Gonzaga) 1693-1702

フランス王国に帰属 (1702-1704)
- ヴィンチェンツォ・ゴンザーガ 1704-1714
- アントーニオ・フェルディナンド・ゴンザーガ (Antonio Ferdinando Gonzaga) 1714-1729
- ジュゼッペ・マリーア・ゴンザーガ (Giuseppe Maria Gonzaga) 1729-1734

フランス王国に帰属 (1734-1738)
- ジュゼッペ・マリーア・ゴンザーガ 1738-1746

最終的にパルマ公国に属す

## グアスタッラ公（1805年 - 1813年）
- カミッロ・フィリッポ・ルドヴィーコ・ボルゲーゼ (Camillo Filippo Ludovico Borghese) 1805-1813